# Bassin de Harney
Le bassin de Harney est une dépression en forme de cuvette au climat aride située dans le sud-est de l'état américain de l'Oregon, à l'extrémité nord-ouest du Grand Bassin. Il est bordé au nord par l'extrémité méridionale des Blue Mountains et au sud et à l'ouest par une plaine volcanique. Le bassin a une superficie de 13 727 km2. Il est séparé au sud-est du désert d'Alvord par la chaine de Steens Mountain.
Le bassin reçoit seulement en son centre 150 mm de précipitations par an tandis que les montagnes qui l'entourent en reçoivent 400 mm.

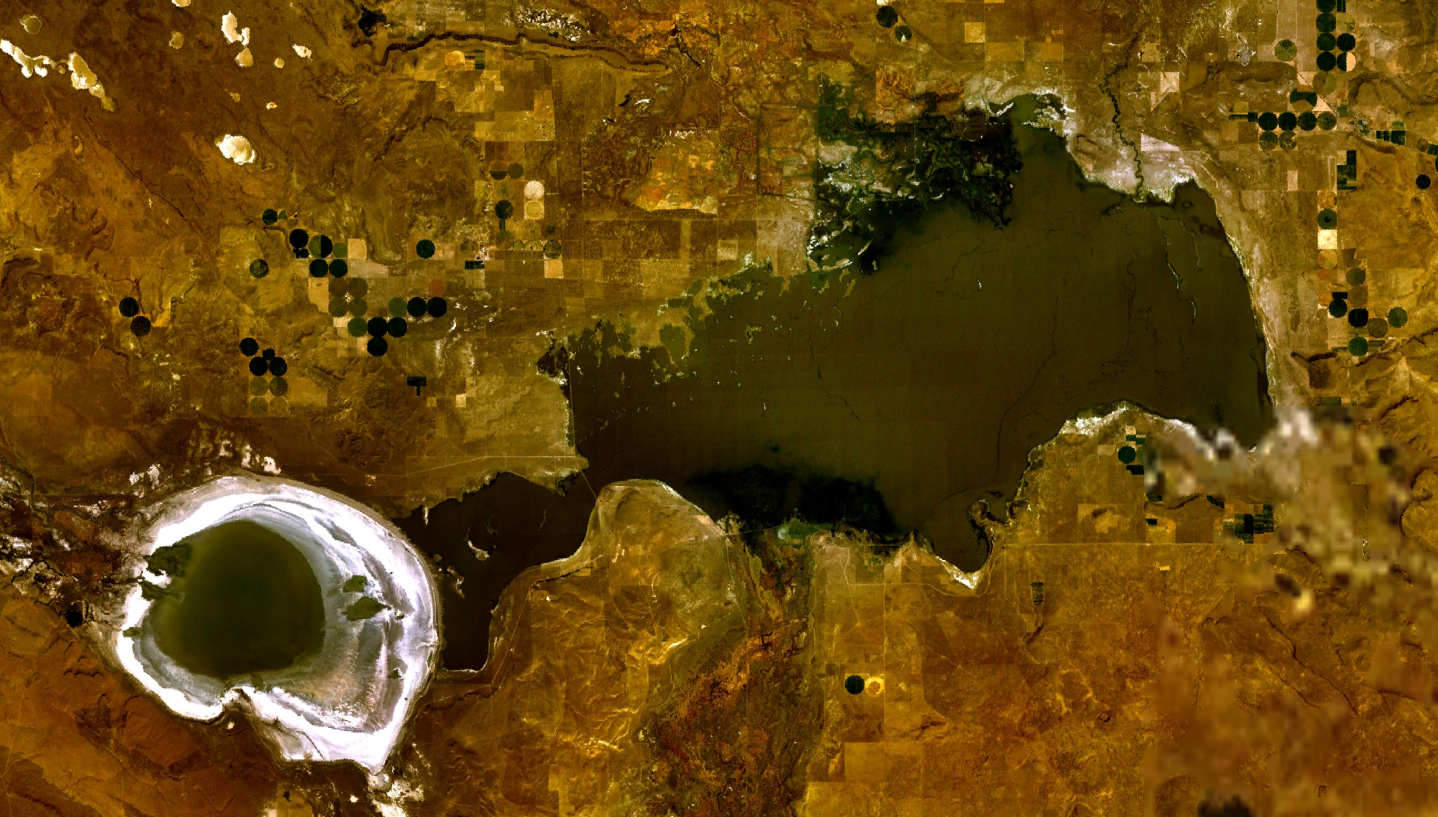
vue satellite des lacs Harney (à gauche) et Malheur (à droite)

Le centre du Bassin est plat et occupé par deux lacs, le lac Malheur et le lac Harney. Ils sont alimentés par les eaux des cours d'eau provenant des montagnes voisines, dont la rivière Silvies, mais ils n'ont pas d'émissaire. Le lac Malheur est un lac d'eau douce tandis que le lac Harney est un lac salé. Les deux lacs sont séparés par des dunes de sable mouvantes mais il arrive certaines années qu'ils se rejoignent lorsque leurs eaux débordent.
Les terres humides autour des lacs constituent une oasis. Ils sont un lieu d'habitat temporaire pour de nombreux oiseaux migrateurs, et notamment pour 2,5 millions de canards.
Le bassin est faiblement peuplé. La population totale avoisine les 10 000 âmes. L'élevage extensif dit ranching est la base de l'économie.
Le Bassin s'est formé il y a environ 32 000 ans quand des coulées de lave l'ont séparé du bassin hydrographique de la rivière Malheur situé plus à l'est.

## Source
- (en) Cet article est partiellement ou en totalité issu de l’article de Wikipédia en anglais intitulé « Harney Basin » (voir la liste des auteurs).